# دیو برامر
دیو برامر (انگلیسی: Dave Brammer؛ زادهٔ ۲۸ فوریهٔ ۱۹۷۵) بازیکن فوتبال اهل بریتانیا است.
از باشگاه‌هایی که در آن بازی کرده‌است می‌توان به باشگاه فوتبال استوک سیتی، باشگاه فوتبال کرو آلکساندرا، باشگاه فوتبال میلوال، باشگاه فوتبال پورت ویل، و باشگاه فوتبال ورکسام اشاره کرد.